# Ciabattabrød
Ciabattabrød er et af Italiens bedst kendte brød. Det bruges som tilbehør til en salat, en hovedret eller til bruschetta. Ciabattabrød er helt essentielt i det italienske køkken i mange retter. Det stammer fra Veneto-regionen.